# 紡木吏佐
紡木吏佐（日语：／ Tsumugi Risa，1996年7月5日—）是日本的女性聲優，沖繩縣出身。曾隸屬於響，隸屬於mitt management。

## 人物
2017年參加響新人聲優發掘企劃，之後加入響。和遠野光是同期同事。
2018年7月18日，被選為擔任《BanG Dream!》中的女性樂團「RAISE A SUILEN」的DJ。
2022年10月19日，宣布與作曲家本多友紀結婚。
2023年7月4日，時任所屬事務所響發表新型冠狀病毒PCR檢測結果呈陽性。
2023年10月31日，時任所屬事務所響官網宣布專屬管理合約已滿而退所。同時也宣佈婚姻維持一年的本多友紀已於提出9月下旬离婚。
2023年11月1日，X原個人帳戶宣布開設個人公式官網。同時因X原個人帳戶忘記密碼而並注册開設X官方人員及個人帳戶。2024年2月6日，最後正式成為官方個人帳戶，終於被封鎖。
2024年4月10日，X原個人帳戶密碼忘記密碼已尋回。
2024年8月1日 ，X個人帳戶宣布已於2023年11月至2024年9月加入所屬事務所JeAC，同時於2024年8月再加入mitt management建立業務提攜擔當。，並同年10月1日改為該事務所的正式所屬。

## 演出作品
※粗體字為主要角色。

### 電視動畫
2018年
- 立花館戀愛三角關係（祭典的客人）
- 偶像活動Friends！（雪村柚姬）
- 未來卡片 神戰鬥夥伴（少年）
- 行星與共（學生3、記者）
- 人外的新娘（女學生、花見客）
- 隔壁的吸血鬼美眉（夏木御影）
- Anima Yell!（籃球社隊員、漫畫研究社社長）
- 只要別西卜大小姐喜歡就好（女性職員）

2019年
- BanG Dream! 2nd Season（CHU²/珠手知由）
- 百慕達三角～多彩田園曲～（菲娜[12]）
- Star☆Twinkle 光之美少女（小孩、學生、男孩子、女學生）
- 我們真的學不來！（游泳社後輩A）
- 一拳超人 第2期（鈴鈴、電漿舞妓、幹部B[13]、女性幹部、女子A）
- 叛逆性百萬亞瑟王 第2期（女高中生）
- 流汗吧！健身少女（小孩）
- 平凡職業造就世界最強（宮崎奈奈）
- 街角魔族（小孩們）
- 超人高中生們即便在異世界也能從容生存！（小孩B、小孩A）

2020年
- BanG Dream! 3rd Season（CHU²/珠手知由）
- 請在伸展台上微笑（女性工作人員A）
- BanG Dream! 少女樂團派對☆PICO～大份～（CHU²）
- 突擊莉莉 BOUQUET（安藤鶴紗[14]）

2021年
- D4DJ First Mix（出雲咲姬）
- D4DJ Petit Mix（出雲咲姬）
- WIXOSS DIVA(A)LIVE（游泳社員A）
- Praeter之傷（新聞播報員）
- 蠟筆小新（獴）
- BanG Dream! 少女樂團派對☆PICO Fever!（CHU²）
- 鬥神姬（女孩子）

2022年
- 終末的後宮（女性A）
- 平凡職業造就世界最強 2nd season（宮崎奈奈）
- BanG Dream! 少女樂團派對！5週年紀念動畫 -CiRCLE THANKS PARTY!-（CHU²）
- 組長女兒與保姆
- 黑之召喚士（冒險者）
- D4DJ Double Mix（出雲咲姬）
- 盛開的阿斯諾特莉亞 吸！（ジスオルド）
- 頂點!!!!!!!!!!!!!!!（ヒトエ）
- 點滿農民相關技能後，不知為何就變強了。（男孩子）
- 我家師傅沒有尾巴（圓雨）
- 給不滅的你 Season2（少年）

2023年
- D4DJ All Mix（出雲咲姬）
- 蠟筆小新（アミ[15]）
- 吸血鬼馬上死2（幼年修卡）
- 藍色管弦樂（女性）
- 政宗君的復仇R（少年、傭人、玉村幸緒、女學生）
- 超超超超超喜歡你的100個女朋友（吳莉羅隊員A）
- 想當冒險者前往都市的女兒成為S級（吉爾美尼亞[16]）

2024年
- 蔚藍檔案 The Animation（太妹C）

2025年
- 在沖繩喜歡上的女孩方言講得太過令人困擾（比嘉直也[17]）

### 劇場動畫
2021年
- BanG Dream! FILM LIVE 2nd Stage（CHU²）

2022年
- 劇場版 BanG Dream! Poppin'Dream!（CHU²）

### OVA
2019年
- 修業魔女璐璐萌 完結篇（魔女B）

### 網路動畫
2019年
- 少女☆寸劇 All Starlight（秋風壘）

2020年
- 蟲籠的卡伽斯特爾（羅穆斯）

2021年
- 突擊莉莉 Fruits（安藤鶴紗）

2024年
- Fate/Grand Order 搞不懂的藤丸立香 第2期（洛庫斯塔）

### 遊戲
2018年
- 三獸召喚記（厄里倪厄斯）
- 天空艦隊（瑪司雅）
- 人中之龍3（白星實結）
- 王國5：繼承者（烏恰卡、亞克）
- 少女☆歌劇 Revue Starlight -Re LIVE-（秋風壘[18]）

2020年
- 閃亂神樂NEW LINK（蘆屋）
- D4DJ Groovy Mix（出雲咲姬）

2021年
- Assault Lily Last Bullet（安藤鶴紗[19]）

2023年
- Fate/Grand Order（洛庫斯塔）
- CRYMACHINA 慟哭奇機 (蕾文．迪斯提爾)

### 電視節目
- 月刊武士道TV（TOKYO MX：2018年4月7日－）固定演出

### 廣告
- WEBAgre 電視廣告 ※實際演出
- 沖繩觀光廣告友旅 ※實際演出
- 修曼綜合學院電視廣告旁白

## 外部連結
- 前所屬事務所官方簡歷 （页面存档备份，存于）（日語）（己失效）
- 紡木吏佐的X（前Twitter）（日語）
- 個人公式官方網站 （页面存档备份，存于） （日語）
- 紡木吏佐官方人員及個人的X（前Twitter）（已凍結帳戶）
- 新所屬事務所官方簡歷 （页面存档备份，存于） （日語）